# Салаир
Салаир (на руски: Салаир) е град в Русия, разположен в Гуревски район, Кемеровска област. Населението на града към 1 януари 2018 е 7452 души.

## История
Селището е основано през 1626 година, през 1941 година получава статут на град.